# Alexa Internet
Alexa Internet, Inc là một công ty chi nhánh của Amazon.com, được biết đến với trang cung cấp thông tin về lưu lượng truy cập đến các website khác. Hiện nay Alexa là trang web uy tín nhất trong việc thống kê và thông tin về lưu lượng truy cập website hiện nay. Vào tháng 12 năm 2021, Amazon thông báo rằng họ sẽ đóng cửa Alexa và dịch vụ sẽ ngừng hoạt động kể từ ngày 1 tháng 5 năm 2022.

## Lịch sử
Alexa Internet được Brewster Kahle và Bruce Gilliat thành lập năm 1996. Công ty sử dụng một thanh công cụ (toolbar) cho người dùng Internet. Dựa trên các thông tin về lưu lượng truy cập của các công cụ gửi về, Alexa ranking cung cấp cho mỗi trang web thông tin về lượng truy cập, mức độ truy cập thường xuyên, các liên kết đến trang web... và các thông tin được cập nhật.
Năm 1999, Alexa đã được Amazon.com mua lại với giá 250 triệu đô la Mỹ bằng chứng khoán.
Tháng 7 năm 2008, Alexa tuyên bố thay đổi cách thức xếp hạng website toàn cầu, căn cứ vào nhiều nguồn hơn để cách xếp hạng được chính xác hơn.

## Xếp hạng lưu lượng truy cập Alexa
Một số liệu chính được công bố từ phân tích Internet Alexa là Xếp hạng lưu lượng truy cập Alexa còn được gọi đơn giản là Xếp hạng Alexa. Nó cũng được gọi là Xếp hạng toàn cầu bởi Alexa Internet và được thiết kế để ước tính mức độ phổ biến của trang web. Kể từ tháng 5 năm 2018, tooltip của Alexa Internet cho Xếp hạng toàn cầu cho biết thứ hạng được tính từ sự kết hợp giữa khách truy cập hàng ngày và lượt xem trang trên trang web trong khoảng thời gian 3 tháng.
Xếp hạng lưu lượng truy cập Alexa có thể được sử dụng để theo dõi xu hướng phổ biến của một trang web và để so sánh mức độ phổ biến của các trang web khác nhau.

## Theo dõi

### Thanh công cụ
Alexa đã từng xếp hạng các trang web chủ yếu dựa trên việc theo dõi một tập hợp mẫu lưu lượng truy cập Internet của người dùng trên thanh công cụ của Internet cho các trình duyệt web Internet Explorer, Firefox và Google Chrome. Thanh công cụ Alexa bao gồm trình chặn cửa sổ bật lên (dừng quảng cáo không mong muốn), hộp tìm kiếm, liên kết đến Amazon.com và trang chủ Alexa và xếp hạng Alexa của trang web mà người dùng đang truy cập. Nó cũng cho phép người dùng đánh giá trang web và xem các liên kết đến các trang web bên ngoài, có liên quan. Đầu năm 2005, Alexa tuyên bố rằng đã có 10 triệu lượt tải xuống thanh công cụ, mặc dù công ty không cung cấp số liệu thống kê về việc sử dụng hoạt động. Ban đầu, các trang web chỉ được xếp hạng trong số những người dùng đã cài đặt Thanh công cụ Alexa và có thể bị sai lệch nếu một nhóm đối tượng cụ thể không muốn tham gia vào bảng xếp hạng. Điều này gây ra một số tranh cãi về cách cơ sở người dùng của đại diện Alexa có hành vi điển hình trên Internet,  đặc biệt là đối với các trang web ít truy cập. Năm 2007, Michael Arrington đã cung cấp các ví dụ về bảng xếp hạng Alexa được biết là mâu thuẫn với dữ liệu từ dịch vụ phân tích trang web comScore, bao gồm xếp hạng YouTube trước Google.
Cho đến năm 2007, một plugin được hỗ trợ bởi bên thứ ba cho Firefox trình duyệt là tùy chọn duy nhất cho người dùng Firefox sau khi Amazon từ bỏ thanh công cụ A9. Vào ngày 16 tháng 7 năm 2007, Alexa đã phát hành một thanh công cụ chính thức cho Firefox có tên Sparky. Vào ngày 16 tháng 4 năm 2008, nhiều người dùng đã báo cáo những thay đổi mạnh mẽ trong bảng xếp hạng Alexa của họ. Alexa đã xác nhận điều này sau đó trong ngày với một thông báo rằng họ đã phát hành một hệ thống xếp hạng cập nhật, tuyên bố rằng họ sẽ tính đến nhiều nguồn dữ liệu hơn "ngoài người dùng Thanh công cụ Alexa".

### Thống kê được chứng nhận
Sử dụng dịch vụ Alexa Pro, chủ sở hữu trang web có thể đăng ký "số liệu thống kê được chứng nhận", cho phép Alexa truy cập nhiều hơn vào dữ liệu lưu lượng truy cập của trang web. Chủ sở hữu trang web nhập mã JavaScript trên mỗi trang trên trang web của họ, nếu được cho phép bởi cài đặt bảo mật và quyền riêng tư của người dùng, sẽ chạy và gửi dữ liệu lưu lượng truy cập đến Alexa, cho phép Alexa hiển thị hoặc không hiển thị, tùy thuộc vào tùy chọn của chủ sở hữu. thống kê chính xác như tổng số lần xem trang và số lần xem trang duy nhất.

## Đánh giá quyền riêng tư và phần mềm độc hại
Một số công ty chống vi-rút đã đánh giá thanh công cụ của Alexa. Thanh công cụ cho Internet Explorer 7 đã bị Windows Defender đánh dấu là phần mềm độc hại. Symantec đã phân loại thanh công cụ là "trackware" trong năm 2007. phần mềm theo dõi McAfee đã phân loại nó là phần mềm quảng cáo, coi đó là "chương trình không mong muốn" vào năm 2005 nhưng Cố vấn trang web của McAfee đã đánh giá trang web Alexa "xanh" vào năm 2007, tìm thấy "không có vấn đề đáng kể", nhưng cảnh báo về "một phần nhỏ tải xuống... rằng một số người coi phần mềm quảng cáo hoặc các chương trình không mong muốn khác." Kể từ năm 2014, mặc dù có thể xóa một thuê bao trả phí trong tài khoản Alexa, nhưng không thể xóa một tài khoản được tạo tại Alexa thông qua bất kỳ giao diện web nào.

## Chỉ trích
Việc dựa quá nhiều vào thanh công cụ làm kết quả thống kê bị sai lệch. Alexa cũng bị chỉ trích về quyền riêng tư khi cung cấp các địa chỉ web mà người dùng truy cập để xếp hạng. Thanh công cụ Alexa Toolbar bị hãng diệt virus Symantec liệt vào danh sách spyware. McAfee thì cảnh báo người dùng thanh công cụ Alexa có nguy cơ bị adware, phần mềm gián điệp, virus hoặc các chương trình không mong muốn vào 2005. Nhiều nhà cung cấp an ninh khác cũng phát hiện và loại bỏ phần mềm Alexa.